# Bainville-aux-Miroirs
Bainville-aux-Miroirs település Franciaországban, Meurthe-et-Moselle megyében. Lakosainak száma 289 fő (2022. január 1.). Bainville-aux-Miroirs Chamagne, Gripport, Lebeuville, Leménil-Mitry, Mangonville, Villacourt és Virecourt községekkel határos.

## Népesség
A település népességének változása:
| Lakosok száma | 263  | 277  | 298  | 337  | 335  | 335  | 305  | 284  | 279  | 289  |
|               | 1968 | 1982 | 1990 | 2006 | 2013 | 2015 | 2017 | 2019 | 2020 | 2022 |